# Maritime New Zealand

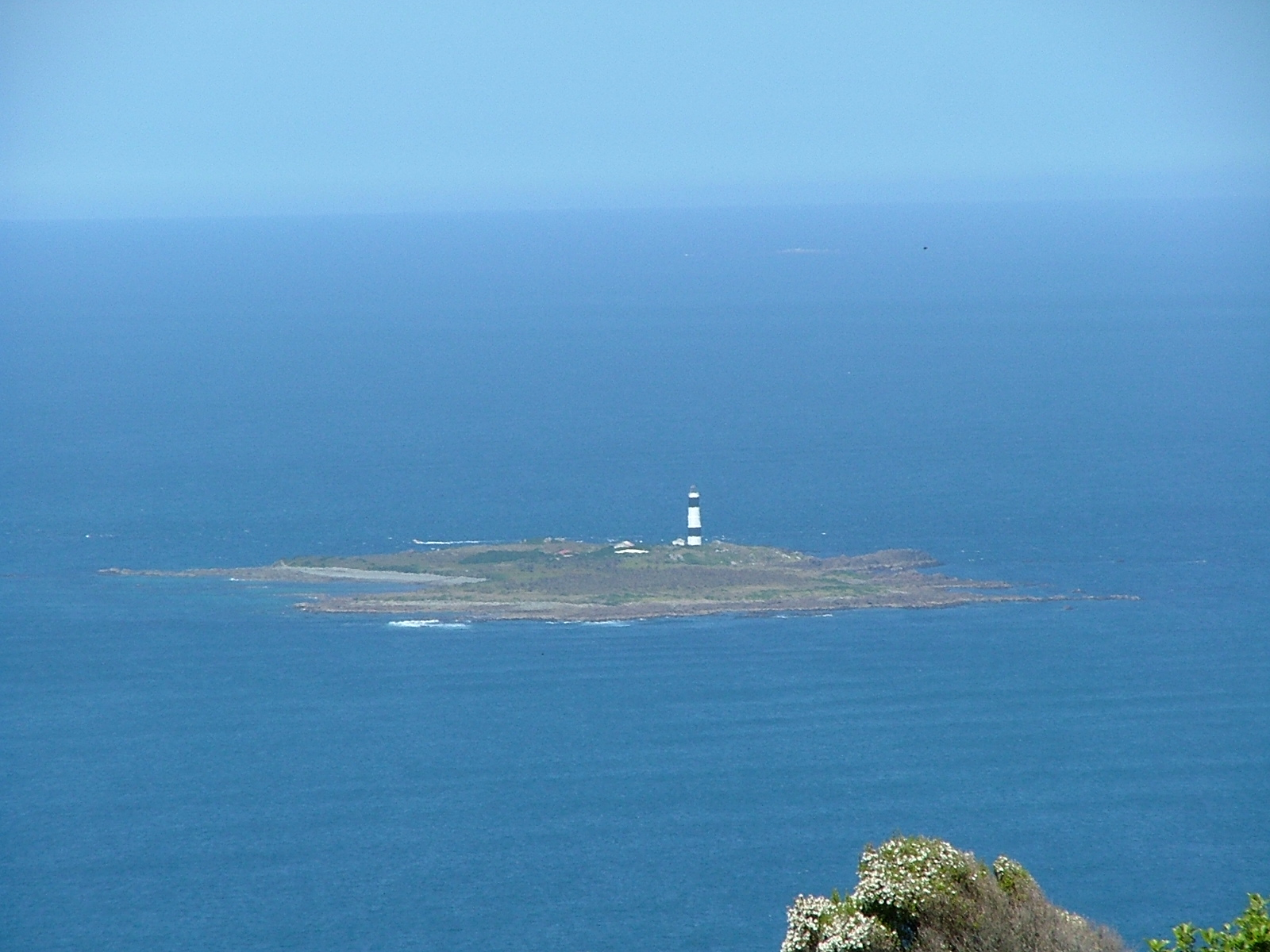
Leuchtfeuer vor der Südinsel. Maritime New Zealand ist für die Seezeichen und Leuchttürme an Neuseelands Küsten zuständig.

Maritime New Zealand ist die Schifffahrtsbehörde Neuseelands. Über die Landesgrenzen hinaus wurde die Behörde 2011 bekannt, als sie den Bergungseinsatz nach der Havarie der Rena koordinierte und die Reinigungseinsätze nach dem Ölunfall organisierte. Sitz der 1993 gegründete Behörde ist Wellington.

## Geschichte
1862 wurde das Marine Board im Jahr 1862 als Teil der Kolonialverwaltung des Britischen Empire gegründet.
Im 19. Jahrhundert wurde es zu einer staatlichen Behörde. Die Behörde existierte bis 1972, bis sie als eine Abteilung im Ministry of Transport aufging. 1993 wurde wieder eine eigene Behörde unter dem Namen Maritime Safety Authority geschaffen und 2005 in Maritime New Zealand umbenannt.

## Aufgabenbereiche
Maritime New Zealand übernimmt als Behörde eine Reihe von Aufgaben, die in Deutschland von verschiedenen Institutionen erfüllt werden: dem Maritimen Sicherheitszentrum und dem Havariekommando (Koordinierung von Rettungseinsätzen), dem Maritime Rescue Coordination Centre (MRCC) der DGzRS, den Wasser- und Schifffahrtsämtern des Bundes (Seezeichen), den Hafenbehörden (Schiffsbegehungen und Umweltschutz) und schließlich des Bundesamtes für Seeschifffahrt und Hydrographie in Belangen der Schiffssicherheit.
Zu den Aufgaben gehören:
- Ausweisung von Richtlinien zur Seesicherheit
- Lizenzierung von Seeleuten (Nautikern etc.)
- Schiffsregistrierung
- Sicherheitsüberprüfung auf neuseeländischen Schiffen und allen Schiffen, die in die Häfen des Landes einlaufen (u. a. Überprüfungen gemäß MARPOL)
- Unfalluntersuchung von Schiffsunfällen und Führen von Statistiken hierüber
- Ausbildung von Seeleuten in Umweltbelangen und Sicherheitstrainings
- Bereitstellung und Betrieb der Leuchttürme und anderer Navigationshilfen sowie Seezeichen an der Küste
- Betrieb des Maritime Rescue Coordination Centre (MRCC) New Zealand
- Betrieb des Rescue Coordination Centre New Zealand
- Schutzmaßnahmen und Pläne im Falle einer Ölpest
- Vertragspartner von Firmen, die Küstenfunkstellen (z. B. Taupo Maritime Radio/ZLM) betreiben und Notschlepper vorhalten